# 绵头深海鼠鳕
绵头深海鼠鳕（学名：Bathygadus spongiceps）为长尾鳕科深海鼠鳕属的鱼类。分布于南中国海东南部如吕宋岛南部以西、北婆罗洲东北及吕宋岛东南、北婆罗洲东的达弗尔湾、苏拉威西岛的波尼湾及附近的巴顿湾以及南中国海东南部如吕宋岛南部以西、北婆罗洲东北等，属于西太平洋近底层猎食性鱼类。其多栖息于生活海域水深约877.9-1627.8 米。该物种的模式产地在婆罗洲东北。